# Tukoměr
Tukoměr je přístroj, který měří podíl lidského tuku v těle. V dřívějších dobách se používal tzv. kaliper, dnes jsou k dispozici i sofistikovanější digitální přístroje.

## Vyšetřovací metody podílu tuku

### Brockův index
Jedná se o jednoduchou metodu, jež pomáhá určit ideální hmotnost. Liší se podle pohlaví a její základ je tvořen výškou a váhou. V současné době se od metody upouští kvůli nižší věrohodnosti.

### Body Mass Index (BMI)
Index tělesné hmotnosti se ujal v roce 1985. Jeho výsledná hodnota slouží nejen k diagnostice obezity, ale je i ukazatelem životní prognózy. Neříká však, kde se tuk v těle hromadí. V důsledku toho, zejména u sportovců, nemusí být tento index směrodatný. 

## Přístroje

### Přístroje na bázi Bioelektrické impedance (BIA)
Přístroje na tomto principu měří složení těla na podkladě stanovení odporu těla při průchodu proudu o nízké intenzitě a vysoké frekvenci. Lokalizací elektrod je několik. První z nich je umístěna na zápěstí či nad hlezenním kloubem pravostranných končetin. Další možností je na ploskách nohou nebo na madlech pro uchopení rukama. Výhodou této metody je fakt, že nezatěžuje pacienta a je časově nenáročná. Nevýhodou je závislost na hydrataci a na anatomických poměrech.

#### Osobní tukoměry
Přístroj, se kterým se nejčastěji setkáme třeba na ulicích velkých měst, kde vám zdarma změří tuk v těle. Osobní tukoměr využívá zmiňovanou bioelektrickou impedanci, ale pouze v horních částech těla. Výsledky jsou ovlivněny např. typem obezity či zadávanými údaji.

#### Medicínské váhy
Pro měření tuku se dá využít i přístroj, který vypadá jako domácí váha. Na rozdíl od osobních tukoměrů měří impedanci pouze v dolní části těla, která je závislá na zadaných datech a na vlhkosti chodidel. Nedosahuje takové přesnosti.

#### Analyzátor tuku
Tyto přístroje jsou nejvíce používány odborníky v oblasti zdraví a sportu. Nejsou ovlivněné typem obezity a data z nich získaná jsou velice přesná a umožňují získat o měřené osobě podrobné informace. Ty se poté dají zpracovávat v počítači k různým statistikám či dalším měřením.

### Přístroje na bázi měření podkožních řas
Z hodnot tloušťky kožních řas je možné pomocí speciálních vzorců určit podíl tukové tkáně na celkové tělesné hmotnosti. Toto vyšetření umožňuje i určení typu otylosti. Provádí se na desíti, na čtyřech, dvou i pouze na jedné řase. Vše se dělá přístrojem zvaným kaliper.

### Přístroje na bázi DEXA
Jedná se o velmi používanou metodu díky vysoké kvalitě zobrazení a zároveň velmi nízké radiační zátěží. Používá se ke zjištění hustoty kosti v dolní oblasti páteře a v kyčlích. Lze na ní sledovat i účinnost léčby osteoporózy a monitorovat stav kostí. Mezi nevýhody patří špatná dostupnost a vysoká cena.

### Hydrodenzitometrie
Výpočet tukové tkáně je založen na hustotě těla. Tu získáme z měření hmotnosti těla na vzduchu a pod vodou při známé hustotě vody 1 000,00 kg/m³ a dané teplotě po odečtení reziduálního plicního objemu a plynu ve střevech.